# جوديث سومينوا
جوديث سومينوا تولوكا (ولدت في 19 أكتوبر 1967) هي سياسية كونغولية تشغل منصب رئيسة وزراء جمهورية الكونغو الديمقراطية منذ 12 يونيو 2024. تم ترشيحها لهذا المنصب من قبل الرئيس فيليكس تشيسكيدي في 1 أبريل 2024، وهي أول امرأة في هذا المنصب، وتولت منصبها بعد تنصيب حكومتها من قبل الجمعية الوطنية.